# Горяйнов, Алексей Алексеевич (1840)
Алексей Алексеевич Горяйнов (15 (27) апреля 1840 — 7 (20) октября 1917) — российский военный и государственный деятель, генерал от кавалерии (1909), пензенский губернатор.

## Биография
Сын тайного советника и камергера Алексея Алексеевича Горяйнова (1794—1866) от брака его с фрейлиной двора Марией Фёдоровной Опочининой (1817—1863) родился 15 (27) апреля 1840 года. По отцу — внук вологодского губернатора Алексея Алексеевича Горяинова (?—1826); по матери — внук фельдмаршала князя Смоленского и внук обер-гофмейстера Ф. П. Опочинина.
Окончил Пажеский корпус (1859), выпущен из камер-пажей корнетом гвардии в лейб-гвардии Гродненский гусарский полк, поручик гвардии (1861).
15.08.1861 — 30.05.1863 — обучался в Николаевской академии Генерального штаба.
18.06.1863 — 1.05.1864 — участвовал в подавлении Польского восстания, контужен.
5.08.1865 — 16.04.1866 — адъютант генерал-квартирмейстера Главного штаба генерал-адъютанта А. И. Веригина, флигель-адъютант (1866), штабс-ротмистр гвардии (1866).
17.11.1870 — 1873 — делопроизводитель комиссии для составления положения о запасных местных и резервных войск и Государственного ополчения, ротмистр гвардии (1870).
1873 — 12.10.1885 — в запасе по Генеральному штабу, полковник гвардии (1875).
Участвовал в русско-турецкой войне 1877—1878, за дело под Плевной награждён золотым оружием «За храбрость».
30.08 — 12.10.1885 — состоял в запасных войсках.
12.10.1885 — 2.01.1890 — состоял по Военному министерству, генерал-майор (12.10.1885).
2.01.1890 — 9.06.1895 — пензенский губернатор.
8.06.1895 — после 1.06.1914 — член Совета министра внутренних дел, зачислен в МВД (2.01.1890), генерал-лейтенант (6.12.1895), генерал от кавалерии (16.06.1909).
Почетный опекун Санкт-Петербургского присутствия учреждений императрицы Марии.
Умер 7 (20) октября 1917 года.

## Награды
- орден Святого Владимира 4-й ст. с мечами (1863)
- орден Святого Станислава 2-й ст. (1867)
- Императорская корона к ордену Святого Станислава 2-й ст. (1869)
- орден Святой Анны 2-й ст. (1871)
- Императорская корона к ордену Святой Анны 2-й ст. (1873)
- Золотое оружие «За храбрость» (1877)
- орден Святого Владимира 3-й ст. (1882)
- высочайшее благоволение (1888)
- орден Святого Станислава 1-й ст. (1888)
- орден Святой Анны 1-й ст. (1891)
- орден Святого Владимира 2-й ст. (1899)
- орден Белого Орла (28.03.1904)
- орден Святого Александра Невского (25.03.1912)
- бриллиантовые знаки к ордену Святого Александра Невского (22.03.1915)
- медаль «В память царствования императора Александра III»
- медаль «За усмирение польского мятежа»
- медаль «В память коронации императора Александра III»

Иностранные:
- итальянский орден Святых Маврикия и Лазаря 3-й ст. (1867)
- командорский крест австрийского ордена Франца-Иосифа (1870)
- командорский крест австрийского ордена Железной короны (1873)
- греческий орден Спасителя 3-й ст. (1876)
- командорский крест ордена Звезды Румынии (1877)
- греческий орден Спасителя 2-й ст. со звездой (1884)

## Семья
Жена (с 04.04.1871) — Варвара Ильинична Ладыженская (1853— ?), дочь владельца конного завода в Завиваловке Ильи Федоровича Ладыженского от брака его с Варварой Дмитриевной Воейковой. Венчание было в Петербурге в Придворном соборе в Зимнем дворце. Их дети: Алексей (1873), Илья, Татьяна, Наталья (1883), Александр (1889) и Маргарита (1892).